# سونچینو (لمباردی)
سونچینو (به ایتالیایی: Soncino) یک کومونه در ایتالیا است که در استان کریمونا واقع شده‌است. سونچینو ۴۵٫۳ کیلومتر مربع مساحت و ۷٬۸۰۰ نفر جمعیت دارد و ۸۹ متر بالاتر از سطح دریا واقع شده‌است.